# Akodon reigi
Akodon reigi é uma espécie de roedor da família Cricetidae. Pode ser encontrada no Brasil e no Uruguai.